# 凯文·米拉拉斯
凯文·米拉拉斯（Kevin Mirallas，1987年10月5日—）是一位比利時足球運動員，擁有一半希臘血統，司職前鋒。

## 職業生涯

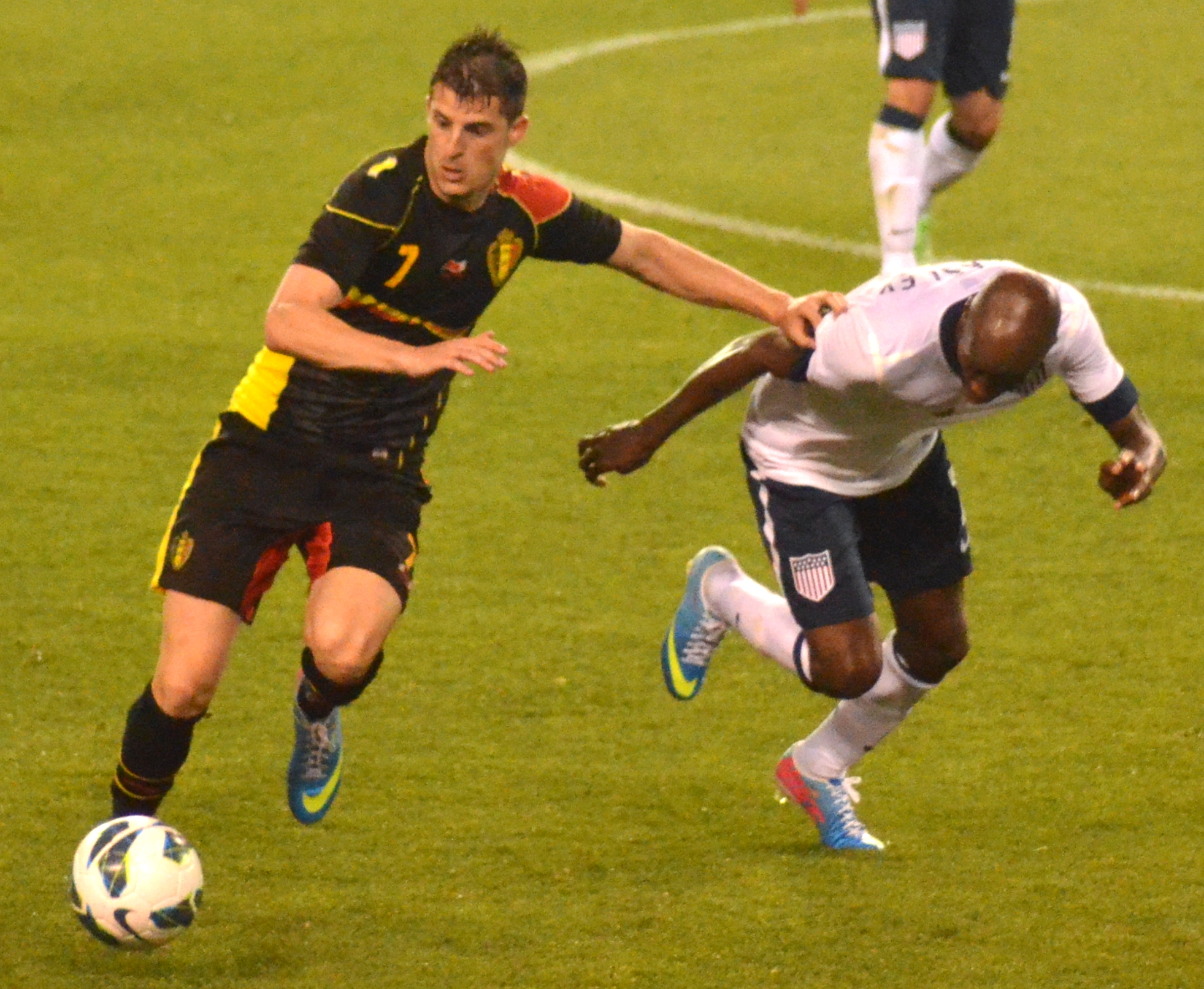
米拉拉斯在对阵美国国家足球队的比赛中，2013年5月29日。

### 球會

#### 早年
米拉拿斯在12歲時，加入家鄉球會標準列治的青年軍。2004年，米拉拿斯離開祖國，到法國加盟法甲球會里爾，是他職業生涯首個效力的球會。
米拉拿斯共为里尔队出场76场，但却只攻入10球。

### 國家隊
2008年，米拉拉斯入選了比利時國奧隊，參加北京奧運，並在賽事中攻入兩球。他入选了比利时参加2014年世界杯的大名单。

## 外部連結
- 凯文·米拉拉斯－UEFA國際賽競賽紀錄
- 凯文·米拉拉斯 – FIFA國際賽競賽紀錄 (存檔)
- Kevin Mirallas（页面存档备份，存于） at L'Équipe
- 凯文·米拉拉斯在 National-Football-Teams.com 上的出场纪录
- Belgium Stats（页面存档备份，存于） at Belgian FA
- Kevin Mirallas Profile at EvertonFC.com